# خوسيه لويس سييرا
خوسيه لويس سييرا باندو (بالإسبانية: José Luis Sierra Pando) (مواليد 5 ديسمبر 1968 في سانتياغو، تشيلي) هو مدرب كرة قدم تشيلي ولاعب كرة قدم سابق، يدرب حالياً نادي الوحدة السعودي. كان يلعب في خط الوسط، قبل أن يعتزل في عام 2009، بعد عام واحد أصبح مدرب فريقه لفترة طويلة يونيون إسبانيولا. في عام 2012 حصل على جائزة أفضل مدرب في تشيلي. بحلول عام 2015، أصبح المدرب الجديد لكولو-كولو. في يوليو 2016 أعلن نادي الاتحاد السعودي عن تعاقده معه خلفاً للروماني فيكتور بيتسوركا.
قبل اعتزاله كان يلعب في أغلب المواسم مع نادي يونيون إسبانيولا ونادي كولو-كولو وفي مشاركاته الدولية لعب خوسيه 53 مباراة وسجل 8 أهداف لمنتخب تشيلي بين عامي 1991 و2000. لعب أربع مباريات في كأس العالم لكرة القدم 1998، وسجل هدفاً من ركلة حرة ضد المنتخب الكاميروني.

## بطولاته وإنجازاته مع الأندية

### كلاعب
مع نادي كولو-كولو
- الدوري التشيلي (3): 1996، 1997، 1998
- كأس تشيلي: 1996
- تورنيو الختامية للموسم: 1997

مع نادي يونيون إسبانيولا
- كأس تشيلي (3): 1989، 1992، 1993
- تورنيو الافتتاحية للموسم: 2005

فردية
- أفضل لاعب تشيلي لعام: 2005

### كمدرب
فردية
- أفضل مدرب محلي في تشيلي: 2012

مع نادي يونيون إسبانيولا
- الدوري التشيلي لكرة القدم: (1) 2013

مع نادي كولو-كولو
- الدوري التشيلي لكرة القدم: (1) 2015
- كأس تشيلي: (الوصيف) 2015

مع نادي نادي الاتحاد (السعودية)
- كأس ولي العهد السعودي 2016–17
- كأس الملك السعودي 2017–18

## روابط خارجية
- خوسيه لويس سييرا على موقع الاتحاد الدولي (مؤرشف)  (الإنجليزية)
- خوسيه لويس سييرا على موقع قاعدة بيانات كرة القدم.إي يو (الإنجليزية)
- خوسيه لويس سييرا على موقع ناشيونال فوتبول تيمز (الإنجليزية)
- خوسيه لويس سييرا على موقع Soccerway.com (الإنجليزية)
- خوسيه لويس سييرا على موقع عالم كرة القدم.نت (الإنجليزية)